# Mamede
Mamede, właśc. Antônio Francisco da Costa (ur. 16 listopada 1911 w São Paulo, zm. ?) – brazylijski piłkarz grający na pozycji napastnika.

## Kariera klubowa
Mamede występował w Corinthians Paulista, Américe Rio de Janeiro i CR Vasco da Gama. Z Amériką zdobył mistrzostwo stanu Rio de Janeiro – Campeonato Carioca w 1935.

## Kariera reprezentacyjna
W oficjalnej reprezentacji Brazylii Mamede zadebiutował 24 lutego 1935 w wygranym 2-1 meczu z klubem River Plate. Był to jego jedyny występ w reprezentacji.